# Corinna granadensis
Corinna granadensis is een spinnensoort uit de familie van de loopspinnen (Corinnidae).
De wetenschappelijke naam van de soort werd in 1866 als Hypsinotus granadensis gepubliceerd door Ludwig Carl Christian Koch.